# 蓬泰卡尼亚诺法伊阿诺
蓬泰卡尼亚诺法伊阿诺（義大利語：Pontecagnano Faiano），是意大利萨莱诺省的一个市镇。总面积36平方公里，人口25049人，人口密度695.8人/平方公里（2009年）。ISTAT代码为065099。